# Rhimphalea ochalis
Rhimphalea ochalis là một loài bướm đêm trong họ Crambidae.